# فيضان المسيسبي 1993
فيضان المسيسيبي عام 1993 أكبر فيضان في غرب الولايات المتحدة، حدث على طول نهر المسيسيبي وطول نهر ميسوري وروافدهما. من مايو إلى أكتوبر 1993. وكان الطوفان الأكثر كلفة وأكثر تدميرا من أي وقت مضى في الولايات المتحدة، كلف 15 مليار دولار أضرار الفيضان.وقد تأثرت الحوض الهيدروغرافي بطول حوالي 745 ميلاً (1,199 كم) و 435 ميلاً (700 كم) في العرض، أي ما مجموعه 320,000 ميل مربع (830,000 كيلومتر مربع). داخل هذه المنطقة، بلغ إجمالي المساحة التي غمرتها الفيضانات حوالي 30,000 ميل مربع (78,000 كيلومتر مربع)  وكانت أسوأ كارثة في الولايات المتحدة منذ الفيضانات الكبرى في ميسيسيبي لعام 1927، والتي تم قياسها حسب المدة، وغمرت المنطقة، والأشخاص المشردين، وأضرار المحاصيل والممتلكات، وعدد المستويات النهرية القياسية. في بعض الفئات، تجاوزت طوفان عام 1993 فيضان 1927، في ذلك الوقت.

## الأسباب
هطول الأمطار فوق متوسط هطول الأمطار وأقل من متوسط درجات الحرارة ابتداء من صيف عام 1992 أدى إلى مستويات رطوبة التربة وخزان أعلى من المعتاد في ولاية ميسوري وأعالي نهر المسيسيبي الأحواض. استمر نمط الطقس هذا طوال الخريف التالي. خلال شتاء 1992-1993، شهدت المنطقة تساقط كثيف للثلوج. وقد تبعت هذه الظروف أنماط الطقس الربيع المستمرة التي أنتجت العواصف على نفس المواقع. تم تشبع التربة في معظم أنحاء المنطقة المتأثرة بحلول الأول من شهر يونيو، مع هطول المزيد من الأمطار في مجاري المياه والأنهار، بدلًا من الانغماس في الأرض. هذه الظروف الطقس الرطب يتناقض بشكل حاد مع الجفاف وموجات الحرارة من ذوي الخبرة في جنوب شرق الولايات المتحدة.
تسببت العواصف، المستمرة والمتكررة في الطبيعة خلال أواخر الربيع والصيف، في قصف الغرب الأوسط العلوي بكميات كبيرة من الأمطار.
وكثير من المناطق عبر السهول الوسطى الشمالية ترتفع بنسبة 400- 750٪ فوق المعدل الطبيعي.
ف حوالي 20 قدمًا (6 أمتار) فوق مرحلة الفيضان، وهي أعلى نسبة تم تسجيلها على الإطلاق خلال 228 عامًا. وقد استطاع هذا الشارع الذي تبلغ مساحته 52 قدمًا (16 مترًا)، والذي تم بناؤه للتعامل مع حجم الفيضان لعام 1844، أن يبقي فيضان عام 1993 على ارتفاع يزيد قليلاً عن قدمين (0.6 متر). تم بناء جدار الفيضان هذا في ستينيات القرن الماضي.
وقدر مسؤولوا الطوارئ أن أكثر من 700 من السدود الزراعية التي تم بناؤها من قبل القطاع الخاص قد غطت أو دمرت على طول نهر ميسوري. تم إغلاق الملاحة على نهر الميسيسيبي ونهر ميسوري منذ أوائل شهر يوليومما أدى إلى خسارة مليوني دولار (1993) في اليوم في التجارة.

## تسلسل الأحداث

### شهر مايو
بدأ نهر مينيسوتا، فيضانات شديدة في مايو. في 22 مايو، تلقت سيوكس فولز، داكوتا الجنوبية  (بالانجليزيه: Sioux Falls, South Dakota ), 7.5 بوصة (190 ملم) من الأمطار في فترة ثلاث ساعات من مايو إلى يوليو تلقت سيوكس فولز، ساوث داكوتا 22.55 بوصة (573 ملم) من الأمطار، أكثر فترتها ثلاثة أشهر في تاريخها.

### شهر يونيو
كما لوحظ أعلاه، ساهمت الأمطار في ولاية ساوث داكوتا في غمر مجرى النهر. في يونيو، حدثت فيضانات على طول نهر الأسود في ولاية ويسكونسن، مع الفيضانات بدأت أيضا أن تحدث على طول مسيسيبي، ميزوري، والأنهار كانساس. وابتداءً من 7 يونيو / حزيران، أصبحت التقارير عن وجود سدود وفوق السدود شائعة. وقد عملت هذه الخروقات لتأخير قمم الفيضان، وتخزينها مؤقتًا للمياه الزائدة في الأراضي المنخفضة المجاورة، ولكن الأمطار استمرت في الانخفاض.
في بداية يونيو، سقطت الأنهار في ميسوري ومسيسيبي تحت طوفان الفيضان وكانت تنحسر. خلال الأسبوع الثاني من شهر يونيو، ارتفعت مستويات الأنهار إلى قرب مرحلة الفيضان قبل أن تبدأ الركود البطيء مرة أخرى. بحلول نهاية شهر يونيو، كان نهر المسيسيبي على ارتفاع أربعة أقدام (1.2 م) أسفل مرحلة الفيضان في سانت لويس، في حين أن العديد من مواقع الأنهار الأخرى في المنطقة كانت بالقرب من مرحلة الفيضان. ويبلغ متوسط هطول الأمطار في المتوسط من بوصة واحدة (25 مم) فوق المعدل الطبيعي في مدينة كانساس سيتي، إلى ما يقرب من أربع بوصات (100 ملم) فوق المعدل الطبيعي في سبرينغفيلد بولاية ميسوري.

### شهر يوليو
جلب يوليو المزيد من الأمطار الغزيرة إلى ميسوري وأحواض نهر المسيسيبي العليا في ميسوري، أيوا، كانساس، نبراسكا، نورث وساوث داكوتا، إلينوي، ومينيسوتا. وكانت كميات الأمطار من 5 إلى 7 بوصات (125 إلى 175 ملم) في 24 ساعة شائعة. ويبلغ متوسط هطول الأمطار في الشهر الواحد من بوصة واحدة (25 ملم) فوق المعدل الطبيعي في سانت لويس وسبرنجفيلد، إلى ما بين ست وسبع إنشات (150 إلى 175 ملم) فوق المعدل الطبيعي في كولومبيا وكانزاس سيتي، ميزوري.
حدثت أنشطة رئيسية لتعبئة الرمال على طول نهر ميسوري الأعلى، ونهر بيريز في سانت لويس ونهر المسيسيبي جنوب سانت لويس، وعلى العديد من الروافد الأخرى في ميسوري وإيلينوي. بعض هذه الجهود كانت ناجحة، في حين أن البعض الآخر لم يكن كذلك. الأمطار الغزيرة خلال شهر يوليو أرسلت رقماً قياسياً إلى قمم نهر المسيسيبي وميسوري، مما تسبب في عطل مجاري الأنهار على طول الطريق. التقى قمم قياسية في غضون أيام من بعضها البعض عند التقاء قرب سانت لويس. تم إغلاق الملاحة على نهر المسيسيبي وميسوري في أوائل شهر يوليو، مما أدى إلى خسارة قدرها مليونا دولار (1993) في اليوم في التجارة.
استقرت مستويات نهر المسيسيبي لبضعة أيام في مراحل قياسية في نيسان / أبريل 1973. عندما وصلت القمة من نهر ميسوري، ارتفعت المستويات مرة أخرى. كسر نهر المسيسيبي الحواجز، ودفع الناس وممتلكاتهم إلى أرض مرتفعة، وتسبب في دمار في السهول الفيضية.
انتقلت القمم في اتجاه مجرى النهر من خلال سانت لويس في الطريق إلى التقاء العلوي مسيسيبي مع نهر أوهايو في القاهرة، إلينوي. ولم تحدث سوى الفيضانات الطفيفة أسفل القاهرة بسبب القناة السفلى الأكبر في ولاية مسيسيبي أسفل تلك النقطة، فضلاً عن ظروف الجفاف في شرق الولايات المتحدة إذا لم يكن مستجمع مياه نهر أوهايو في حالة جفاف بينما كانت ميسوري وجزيرة المسيسيبي في الفيضانات، قد يكون فيضان عام 1993 تنافس فيضان عام 1927 في الأضرار الشاملة في نهر المسيسيبي السفلي، خارج القاهرة.

### شهر أغسطس
غمرت 47000 فدان (190 كيلومتر مربع) من الأراضي، التي تغرق المدن إلينوي. واصل الماء في التدفق الموازي للنهر، وتقترب من السدود حماية التاريخي المرج دو روشيه (Prairie du Rocher, Illinois) وفورت دي شارتر (Fort de Chartres). في 3 أغسطس، قرر المسؤولون اختراق حاجز نهر المسيسيبي الأقوى للسماح للمياه بالعودة إلى النهر. عملت الخطة وتم إنقاذ المناطق التاريخية، على الرغم من أن بعض المناطق السكنية غمرت المياه في المقاطعات فوق Prairie du Rocher.
بلغ ارتفاع نهر المسيسيبي في سانت لويس 49.6 قدم (15.1 م) في 1 أغسطس، أي ما يقرب من 20 قدمًا (6 م)  أعلى من مرحلة الفيضان. وكان معدل تدفق الذروة هو 1,080,000 قدم / ثانية (30,600 متر مكعب / ثانية). على هذا المعدل، سيتم ملء وعاء بحجم استاد بوش التذكاري (Busch Memorial Stadium) في سانت لويس إلى الحافة في 70 ثانية.

## التكاليف والضرر
غمرت بعض المواقع على نهر المسيسيبي ما يقرب من 200 يوم، في حين أن مناطق مختلفة من ميسوري اقتربت من 100 يوم من الفيضانات.
من بدء الفيضان، سقط نهر المسيسيبي في سانت لويس أسفل مرحلة الفيضان. تم تدمير ما يقرب من 100,000 المنازل نتيجة للفيضانات، و 15 مليون فدان (60,000 كيلومتر مربع) من الأراضي الزراعية غمرت المياه، وبلدات بأكملها من فالماير، إلينوي، وراينلاند، ميسوري تم نقلهم إلى مناطق أكثر ارتفاعا. كلفت الفيضانات 32 شخصًا رسميًا؛ ومع ذلك، يُشتبه في أن الهدف الأكثر احتمالًا هو حوالي 50 شخصًا، بالإضافة إلى ما يقدر بـ 15 - 20 مليار دولار من الأضرار. حتى بعد رحيل المياه، لا تزال كميات كبيرة من الرمال تغطي الأراضي الزراعية والمنازل.